# Hermann Wiederhold
Hermann Wiederhold (* 18. November 1899 in Tiefwerder, Landkreis Osthavelland; † 11. Oktober 1968 in Berlin) war ein deutscher Politiker (FDP).

## Leben
Hermann Wiederhold besuchte eine Oberrealschule und machte das Abitur. Er studierte Maschinenbau und Elektrotechnik an der Technischen Hochschule Berlin. Im Ersten Weltkrieg wurde er 1917 eingezogen. Anschließend wurde er Telegrafeninspektor.
Nach dem Zweiten Weltkrieg wurde Wiederhold Verwaltungsangestellter im Bezirksamt Spandau.

## Politik
Wiederhold war vor 1933 Mitglied der Deutschen Volkspartei; 1945 trat er der FDP bei. Bei der ersten Berliner Wahl 1946 wurde er in die Bezirksverordnetenversammlung von Spandau gewählt, er war dort der Vorsitzende der FDP-Fraktion. Bei der Wahl 1950 wurde er in das Abgeordnetenhaus von Berlin gewählt, dem er bis 1958 angehörte.